# Jeremy Camp
Jeremy Thomas Camp, född 12 januari 1978 i Lafayette i Indiana, är en amerikanska musiker som spelar samtida kristen musik. Han har släppt tolv studioalbum varav fyra sålt guld enligt RIAA-standard. Musiken som han själv skriver är ballader blandade med rock och av hans låtar har 17 blivit listtoppar. Jeremy Camp är också präst.
År 2000 gifte sig Camp med Melissa Lynn Henning. Äktenskapet blev kortvarigt, då hon avled i cancer 2001. Han gifte om sig 2003 med den sydafrikanska singer/songwritern Adrienne Liesching. Paret har två döttrar och en son.
Den biografiska dramafilmen I Still Believe från 2020 handlar om Jeremy Camps romans med Melissa Lynn Henning. Jeremy Camp spelas av KJ Apa och Melissa Lynn Henning av Britt Robertson. Filmens titel baserar sig på Camps sång, vilken han skrev strax efter Melissas bortgång.

## Uppväxt
Jeremy Camps far är pastor i Harvest Chapel och det var han som lärde Jeremy spela gitarr. Efter high school studerade Jeremy Camp på en bibelskola i södra Kalifornien under två år. Efter att en lovsångsledare hört honom spela i köket började han bidra till lovsången som han snart började leda runt om i södra Kalifornien.

## Diskografi
- 2002 – Stay
- 2004 – Carried me - the worship project
- 2004 – Restored
- 2005 – Live - unplugged
- 2006 – Beyond measure
- 2008 – Speaking louder than before
- 2009 – Jeremy Camp live
- 2010 – We cry out - the worship project
- 2012 – I still believe #1s collection
- 2012 – Christmas: God With Us
- 2013 – Reckless
- 2015 – I Will Follow
- 2017 – The Answer
- 2019 – The Story's Not Over